# Бланко, Элькин
Элькин Бланко Ривас (исп. Elkin Blanco Rivas, 5 сентября 1989, Аканди, Чоко, Колумбия) — колумбийский футболист, полузащитник эквадорского клуба Оренсе.
Бланко является правым полузащитником, однако при этом футболист может сыграть на позициях центрального и опорного полузащитника.

## Биография
С 2008 года Бланко выступал в колумбийский «Онсе Кальдас». В 2009 году перебрался в «Мильонариос», за эту команду Бланко отыграл пять сезонов, став чемпионом Колумбии, обладателем Кубка, а также сыграв несколько матчей в Кубке Либертадорес. Летом 2014 года на правах аренды перешёл в тираспольский «Шериф». 15 июля 2014 года дебютировал за приднестровскую команду в матче второго квалификационного раунда Лиги чемпионов 2014/15 против черногорской «Сутьески», итогом матча стала победа «Шерифа» со счётом 2:0. В начале 2015 год был объявлено о том, что Бланко возвращается в «Мильонариос».
Элькин выступал за молодёжную сборную Колумбии, в составе которой принял участие чемпионате Южной Америки среди молодёжных команд 2009 года. 

## Достижения
- Чемпион Колумбии (1): Фин. 2012
- Обладатель Кубка Колумбии (1): 2011
- Обладатель Кубка Либертадорес (1): 2016